# Resultats de les eleccions municipals de Riudaura
Els resultats de les eleccions municipals de Riudaura són els resultats de les eleccions municipals a aquest municipi de la comarca de la Garrotxa des de 1979 fins a l'última edició. A cada secció s'hi especifica el nombre d'electors, la participació, el percentatge de vots nuls, i els resultats per candidatura, així com els regidors aconseguits per cada llista en cada any electoral. Els resultats mostren l'evolució de la política local i el suport a les diferents candidatures a Riudaura al llarg dels anys.

### Resultats electorals 1979
| Electors                                | Percentatge de participació | Percentatge de nuls | Candidatures | Candidatures        | Vots | Percentatge de vots | Regidories | +/- |
| --------------------------------------- | --------------------------- | ------------------- | ------------ | ------------------- | ---- | ------------------- | ---------- | --- |
| 405                                     | 40 %                        | 0 %                 |              | Convergència i Unió | 157  | 96,91 %             | 7          | 7   |
| 405                                     | 40 %                        | 0 %                 | En blanc     | En blanc            | 5    | 3,09 %              |            |     |
| Font: Municat, Generalitat de Catalunya |                             |                     |              |                     |      |                     |            |     |

### Resultats electorals 1983
| Electors                                | Percentatge de participació | Percentatge de nuls | Candidatures | Candidatures                                         | Vots | Percentatge de vots | Regidories | +/- |
| --------------------------------------- | --------------------------- | ------------------- | ------------ | ---------------------------------------------------- | ---- | ------------------- | ---------- | --- |
| 351                                     | 79,77 %                     | 0 %                 |              | Convergència i Unió                                  | 134  | 47,86 %             | 3          | 4   |
| 351                                     | 79,77 %                     | 0 %                 |              | Independents per Riudaura                            | 102  | 36,43 %             | 3          | 2   |
| 351                                     | 79,77 %                     | 0 %                 |              | Alianza Popular - Partido Demócrata Popular - U.Libe | 43   | 15,36 %             | 1          | 1   |
| 351                                     | 79,77 %                     | 0 %                 | En blanc     | En blanc                                             | 1    | 0,35 %              |            |     |
| Font: Municat, Generalitat de Catalunya |                             |                     |              |                                                      |      |                     |            |     |

### Resultats electorals 1987
| Electors                                | Percentatge de participació | Percentatge de nuls | Candidatures | Candidatures              | Vots | Percentatge de vots | Regidories | +/- |
| --------------------------------------- | --------------------------- | ------------------- | ------------ | ------------------------- | ---- | ------------------- | ---------- | --- |
| 301                                     | 89,7 %                      | 0,74 %              |              | Convergència i Unió       | 170  | 63,43 %             | 5          | 2   |
| 301                                     | 89,7 %                      | 0,74 %              |              | Independents per Riudaura | 98   | 36,57 %             | 2          | 1   |
| 301                                     | 89,7 %                      | 0,74 %              | En blanc     | En blanc                  | 0    | 0,00 %              |            |     |
| Font: Municat, Generalitat de Catalunya |                             |                     |              |                           |      |                     |            |     |

### Resultats electorals 1991
| Electors                                | Percentatge de participació | Percentatge de nuls | Candidatures | Candidatures        | Vots | Percentatge de vots | Regidories | +/- |
| --------------------------------------- | --------------------------- | ------------------- | ------------ | ------------------- | ---- | ------------------- | ---------- | --- |
| 301                                     | 64,12 %                     | 1,04 %              |              | Convergència i Unió | 150  | 78,53 %             | 7          | 2   |
| 301                                     | 64,12 %                     | 1,04 %              | En blanc     | En blanc            | 41   | 21,47 %             |            |     |
| Font: Municat, Generalitat de Catalunya |                             |                     |              |                     |      |                     |            |     |

### Resultats electorals 1995
| Electors                                | Percentatge de participació | Percentatge de nuls | Candidatures | Candidatures        | Vots | Percentatge de vots | Regidories | +/- |
| --------------------------------------- | --------------------------- | ------------------- | ------------ | ------------------- | ---- | ------------------- | ---------- | --- |
| 326                                     | 87,42 %                     | 0 %                 |              | Convergència i Unió | 151  | 52,98 %             | 4          | 3   |
| 326                                     | 87,42 %                     | 0 %                 |              | Veïns per Riudaura  | 132  | 46,31 %             | 3          | 3   |
| 326                                     | 87,42 %                     | 0 %                 | En blanc     | En blanc            | 2    | 0,71 %              |            |     |
| Font: Municat, Generalitat de Catalunya |                             |                     |              |                     |      |                     |            |     |

### Resultats electorals 1999
| Electors                                | Percentatge de participació | Percentatge de nuls | Candidatures | Candidatures        | Vots | Percentatge de vots | Regidories | +/- |
| --------------------------------------- | --------------------------- | ------------------- | ------------ | ------------------- | ---- | ------------------- | ---------- | --- |
| 360                                     | 61,93 %                     | 3,14 %              |              | Convergència i Unió | 147  | 68,05 %             | 7          | 3   |
| 360                                     | 61,93 %                     | 3,14 %              | En blanc     | En blanc            | 69   | 31,95 %             |            |     |
| Font: Municat, Generalitat de Catalunya |                             |                     |              |                     |      |                     |            |     |

### Resultats electorals 2003
| Electors                                | Percentatge de participació | Percentatge de nuls | Candidatures | Candidatures                            | Vots | Percentatge de vots | Regidories | +/- |
| --------------------------------------- | --------------------------- | ------------------- | ------------ | --------------------------------------- | ---- | ------------------- | ---------- | --- |
| 360                                     | 82,22 %                     | 0,34 %              |              | Aplegats Per Riudaura - Acord Municipal | 192  | 65,08 %             | 5          | 5   |
| 360                                     | 82,22 %                     | 0,34 %              |              | Convergència i Unió                     | 92   | 31,19 %             | 2          | 5   |
| 360                                     | 82,22 %                     | 0,34 %              | En blanc     | En blanc                                | 11   | 3,73 %              |            |     |
| Font: Municat, Generalitat de Catalunya |                             |                     |              |                                         |      |                     |            |     |

### Resultats electorals 2007
| Electors                                | Percentatge de participació | Percentatge de nuls | Candidatures | Candidatures                                        | Vots | Percentatge de vots | Regidories | +/- |
| --------------------------------------- | --------------------------- | ------------------- | ------------ | --------------------------------------------------- | ---- | ------------------- | ---------- | --- |
| 381                                     | 75,85 %                     | 1,73 %              |              | Esquerra Republicana de Catalunya - Acord Municipal | 222  | 78,17 %             | 6          | 6   |
| 381                                     | 75,85 %                     | 1,73 %              |              | Convergència i Unió                                 | 40   | 14,08 %             | 1          | 1   |
| 381                                     | 75,85 %                     | 1,73 %              | En blanc     | En blanc                                            | 22   | 7,75 %              |            |     |
| Font: Municat, Generalitat de Catalunya |                             |                     |              |                                                     |      |                     |            |     |

### Resultats electorals 2011
| Electors                                | Percentatge de participació | Percentatge de nuls | Candidatures | Candidatures                                        | Vots | Percentatge de vots | Regidories | +/- |
| --------------------------------------- | --------------------------- | ------------------- | ------------ | --------------------------------------------------- | ---- | ------------------- | ---------- | --- |
| 367                                     | 75,2 %                      | 2,9 %               |              | Esquerra Republicana de Catalunya - Acord Municipal | 158  | 58,96 %             | 4          | 2   |
| 367                                     | 75,2 %                      | 2,9 %               |              | Convergència i Unió                                 | 96   | 35,82 %             | 3          | 2   |
| 367                                     | 75,2 %                      | 2,9 %               | En blanc     | En blanc                                            | 14   | 5,22 %              |            |     |
| Font: Municat, Generalitat de Catalunya |                             |                     |              |                                                     |      |                     |            |     |

### Resultats electorals 2015
| Electors                      | Percentatge de participació | Percentatge de nuls | Candidatures | Candidatures                                        | Vots | Percentatge de vots | Regidories | +/- |
| ----------------------------- | --------------------------- | ------------------- | ------------ | --------------------------------------------------- | ---- | ------------------- | ---------- | --- |
| 373                           | 80,43 %                     | 0,67 %              |              | Fem Riudaura - Agrupació Electoral Independent      | 210  | 70,47 %             | 5          | 5   |
| 373                           | 80,43 %                     | 0,67 %              |              | Esquerra Republicana de Catalunya - Acord Municipal | 84   | 28,19 %             | 2          | 2   |
| 373                           | 80,43 %                     | 0,67 %              | En blanc     | En blanc                                            | 4    | 1,34 %              |            |     |
| Font: Ministeri de l'Interior |                             |                     |              |                                                     |      |                     |            |     |

### Resultats electorals 2019
| Electors                      | Percentatge de participació | Percentatge de nuls | Candidatures | Candidatures                                                          | Vots | Percentatge de vots | Regidories | +/- |
| ----------------------------- | --------------------------- | ------------------- | ------------ | --------------------------------------------------------------------- | ---- | ------------------- | ---------- | --- |
| 368                           | 83,97 %                     | 6,47 %              |              | Riudaura Plural - Acord Municipal - Esquerra Republicana de Catalunya | 160  | 55,36 %             | 4          | 2   |
| 368                           | 83,97 %                     | 6,47 %              |              | Junts per Riudaura - Junts per Catalunya                              | 108  | 37,37 %             | 3          | 3   |
| 368                           | 83,97 %                     | 6,47 %              | En blanc     | En blanc                                                              | 21   | 7,27 %              |            |     |
| Font: Ministeri de l'Interior |                             |                     |              |                                                                       |      |                     |            |     |

### Resultats electorals 2023
| Electors            | Percentatge de participació | Percentatge de nuls | Candidatures | Candidatures                                                          | Vots | Percentatge de vots | Regidories | +/- |
| ------------------- | --------------------------- | ------------------- | ------------ | --------------------------------------------------------------------- | ---- | ------------------- | ---------- | --- |
| 391                 | 71,86%                      | 3,20%               |              | Som Riudaura                                                          | 204  | 75 %                | 6          | 6   |
| 391                 | 71,86%                      | 3,20%               |              | Riudaura Plural - Acord Municipal - Esquerra Republicana de Catalunya | 60   | 22,05 %             | 1          | 3   |
| 391                 | 71,86%                      | 3,20%               | En blanc     | En blanc                                                              | 8    | 2,94 %              |            |     |
| Font: Nació Digital |                             |                     |              |                                                                       |      |                     |            |     |